# Hieracium acidotum
Hieracium acidotum là một loài thực vật có hoa trong họ Cúc. Loài này được Dahlst. mô tả khoa học đầu tiên.